# Micropterix cyaneochrysa
Micropterix cyaneochrysa és una espècie d'arna de la família Micropterigidae. Va ser descrita per Thomas de Grey, baró de Walsingham l'any 1907.
És una espècie endèmica d'Algèria.